# Schildtauben

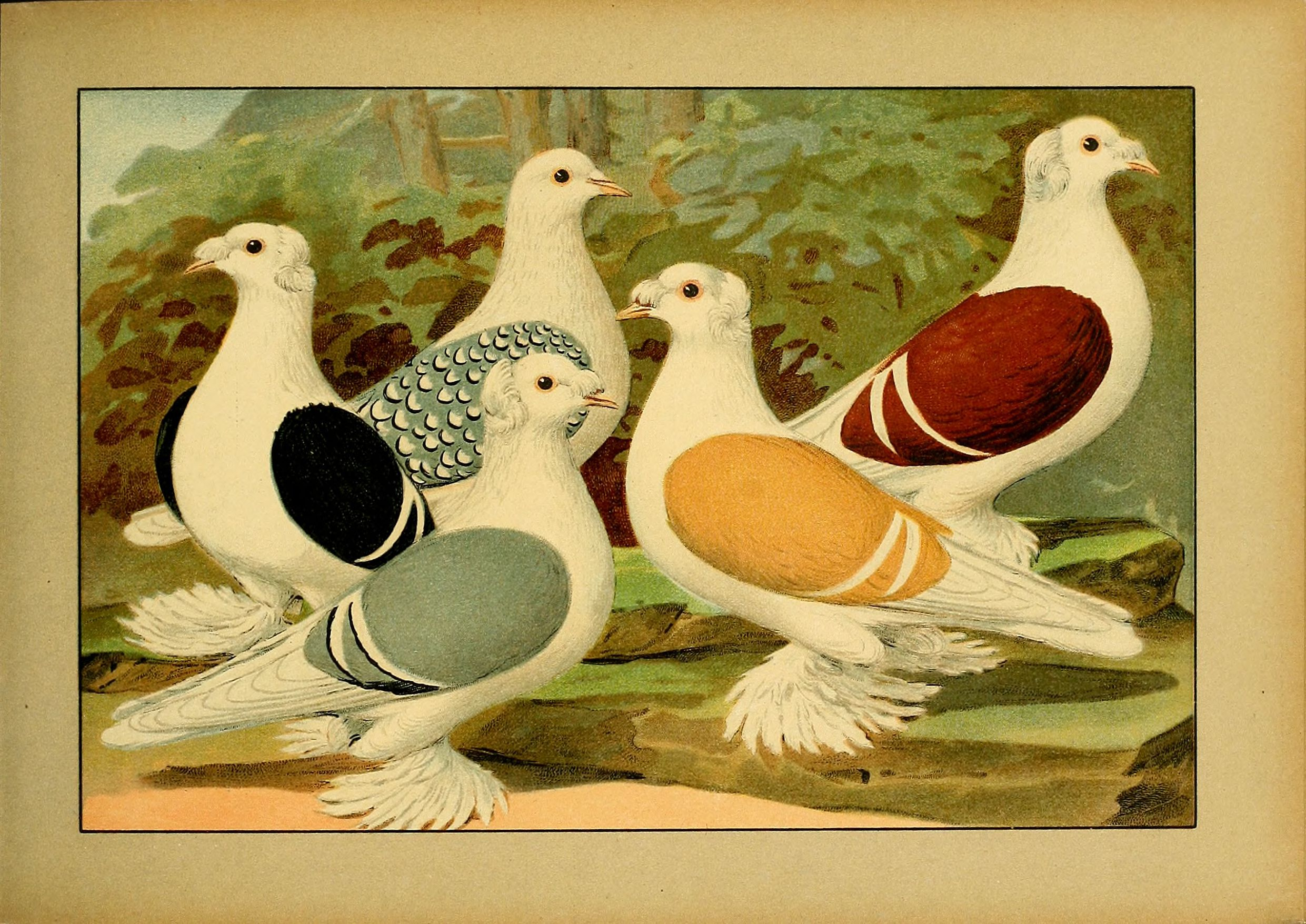
Schildtauben mit Latschen im Schachtzabel von 1906, Rassetafel 37

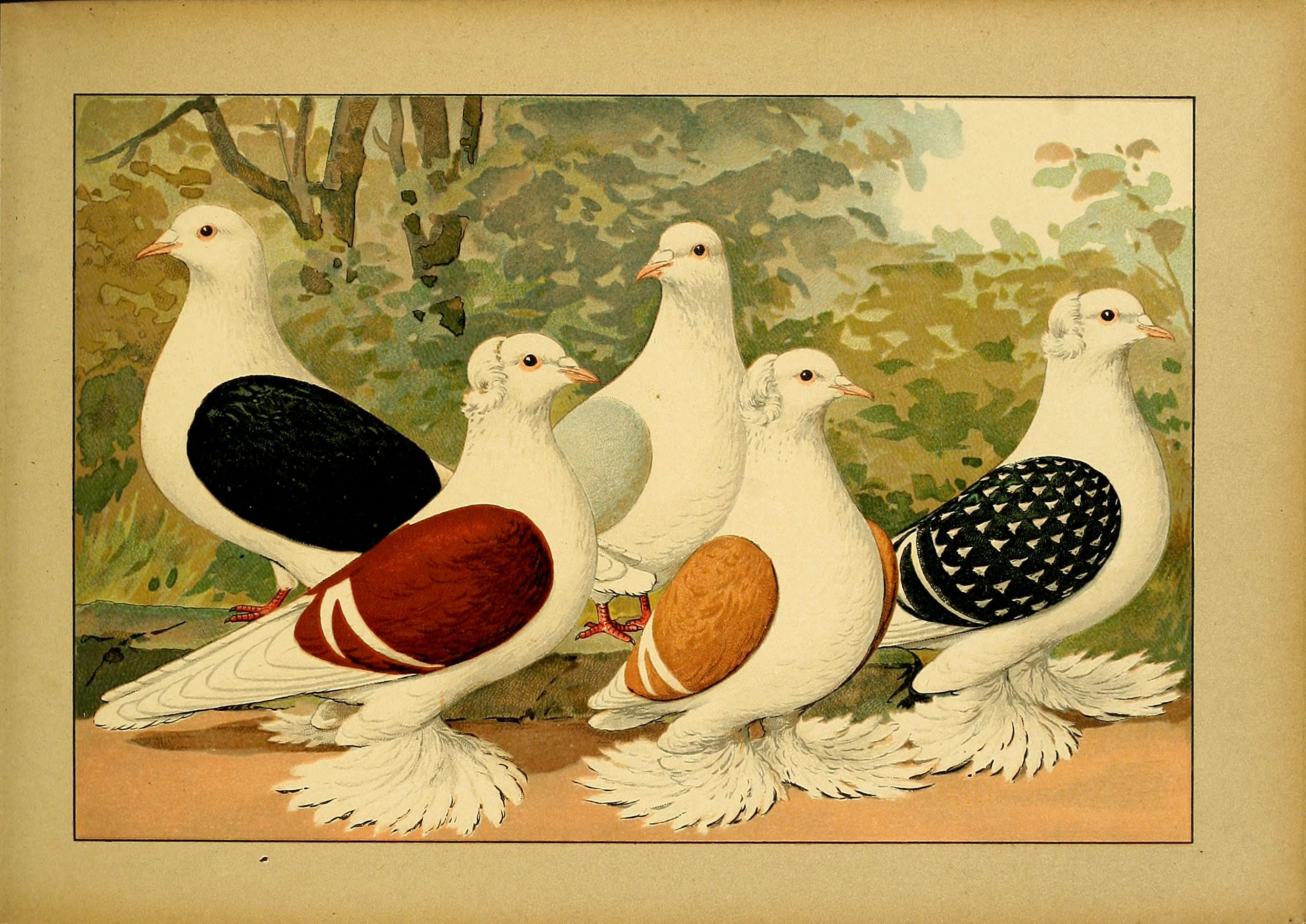
Glattfüßige und belatschte Schildtauben im Schachtzabel von 1906, Rassetafel 38

Schildtauben sind Farbentauben mit weißer Gefiedergrundfarbe und farbigen Flügelschildern. Zu ihnen zählen:
- Luzerner Schildtaube
- Sächsische Schildtaube
- Süddeutsche Schildtaube
- Thurgauer Schildtaube
- Thüringer Schildtaube